# برهمنبریا
برهمنبریا (به لاتین: Brahmanbaria) یک منطقهٔ مسکونی در بنگلادش است که در ناحیه برهمن‌بریه واقع شده‌است. برهمنبریا ۲۶۸٬۲۷۹ نفر جمعیت دارد و ۱۵ متر بالاتر از سطح دریا واقع شده‌است.